# پرچم زیمبابوه
طرح کنونی پرچم زیمبابوه در تاریخ ۱۸ آوریل ۱۹۸۰ به تصویب رسید. این پرچم که دارای نسبت ۱ به ۲ است از ۷ نوار افقی با رنگ‌های پان-آفریقایی سبز، زرد، قرمز و سیاه به‌اضافهٔ مثلثی سفیدرنگ شامل ستارهٔ ۵پر سرخ‌رنگ با پرندهٔ زیمبابوه بر روی آن درست شده‌است. معانی رسمی هر یک از رنگ‌ها و بخش‌های پرچم به شرح زیر است:
- سبز: مناطق روستایی و کشاورزی زیمبابوه
- زرد: ثروت معادن کشور
- قرمز: خونی که در طی درگیری‌های آزادی‌خواهانه ریخته شد.
- سیاه: قومیت و میراث فرهنگی بومیان آفریقایی زیمبابوه
- مثلث سفید: صلح
- پرندهٔ زیمبابوه: نماد ملی زیمبابوه برگرفته از تندیسک پرنده‌ای که در ویرانه‌های زیمبابوهٔ بزرگ یافت شد و نشانهٔ تاریخ کشور است.
- ستارهٔ سرخ: امید و آرزوهای ملت برای آینده (و باورهای سوسیالیستی حزب ZANU)

## پرچم‌های پیشین

پرچم بریتانیا از ۱۸۹۰ تا ۱۸۹۲
پرچم کمپانی آفریقای جنوبی از ۱۸۹۲ تا ۱۹۲۳
پرچم رودزیای جنوبی از ۱۹۲۳ تا ۱۹۵۳
پرچم فدراسیون آفریقای مرکزی از ۱۹۵۳ تا ۱۹۶۳
پرچم رودزیا از ۱۹۶۴ تا ۱۹۶۸
پرچم رودزیا از ۱۹۶۸ تا ۱۹۷۹
پرچم رودزیای زیمبابوه از ۱۹۷۹ تا ۱۹۸۰
پرچم ریاست جمهوری از ۱۹۸۷ تا ۱۹۹۱